# Mount Frissell
Mount Frissell is een 747 m hoge berg gelegen op de grens tussen de Amerikaanse staten Connecticut en Massachusetts. De berg is onderdeel van het Taconic Range-gebergte. De top van Mount Frissell ligt echter niet óp de grens tussen beide staten: de top ligt in Massachusetts. Desondanks is het vormt de flank van de berg het hoogste punt van de staat Connecticut. De hoogste top in Connecticut is die van Bear Mountain, die ongeveer 2 km ten oosten van Mount Frissell ligt.
Mount Frissell ligt deels op het grondgebied van de stad Mount Washington in Massachusetts en deels in Salisbury, Connecticut. Substantiële delen van de berg zijn beschermd doordat ze gelegen zijn in ofwel het Mount Washington State Forest in Massachusetts ofwel het Mount Riga Forest Preserve in Connecticut.
De bergen die het dichtst bij Mount Frissell gelegen zijn, zijn: Round Mountain in het zuidoosten, Mount Ashley in het noorden en Brace Mountain in het westen.
De top van Mount Frissell is te bereiken via het gelijknamige wandelpad, dat overgaat in de South Taconic Trail in het westen en in de Appalachian Trail in het oosten.